# Leptodactylus pustulatus
Espèce
Synonymes
- Entomoglossus pustulatus Peters, 1870

Statut de conservation UICN

 LC  : Préoccupation mineure
Leptodactylus pustulatus est une espèce d'amphibiens de la famille des Leptodactylidae.

## Répartition
Cette espèce est endémique du Brésil. Elle se rencontre dans le centre et le Nord-Est du Brésil.

## Étymologie
Le nom spécifique pustulatus vient du latin pustulatus, boursouflé, en référence à l'aspect du dos de cette espèce.

## Publication originale
- Peters, 1870 : Über neue Amphibien (Hemidactylus, Urosaura, Tropidolepisma, Geophis, Uriechis, Scaphiophis, Hoplocephalus, Rana, Entomoglossus, Cystignathus, Hylodes, Arthroleptis, Phyllobates, Cophomantis) des königlichen zoologischen Museums. Monatsberichte der Koniglich Preussischen Akademie Wissenschaften zu Berlin, vol. 1870, p. 641–652 (texte intégral).